# MATS (satellite)

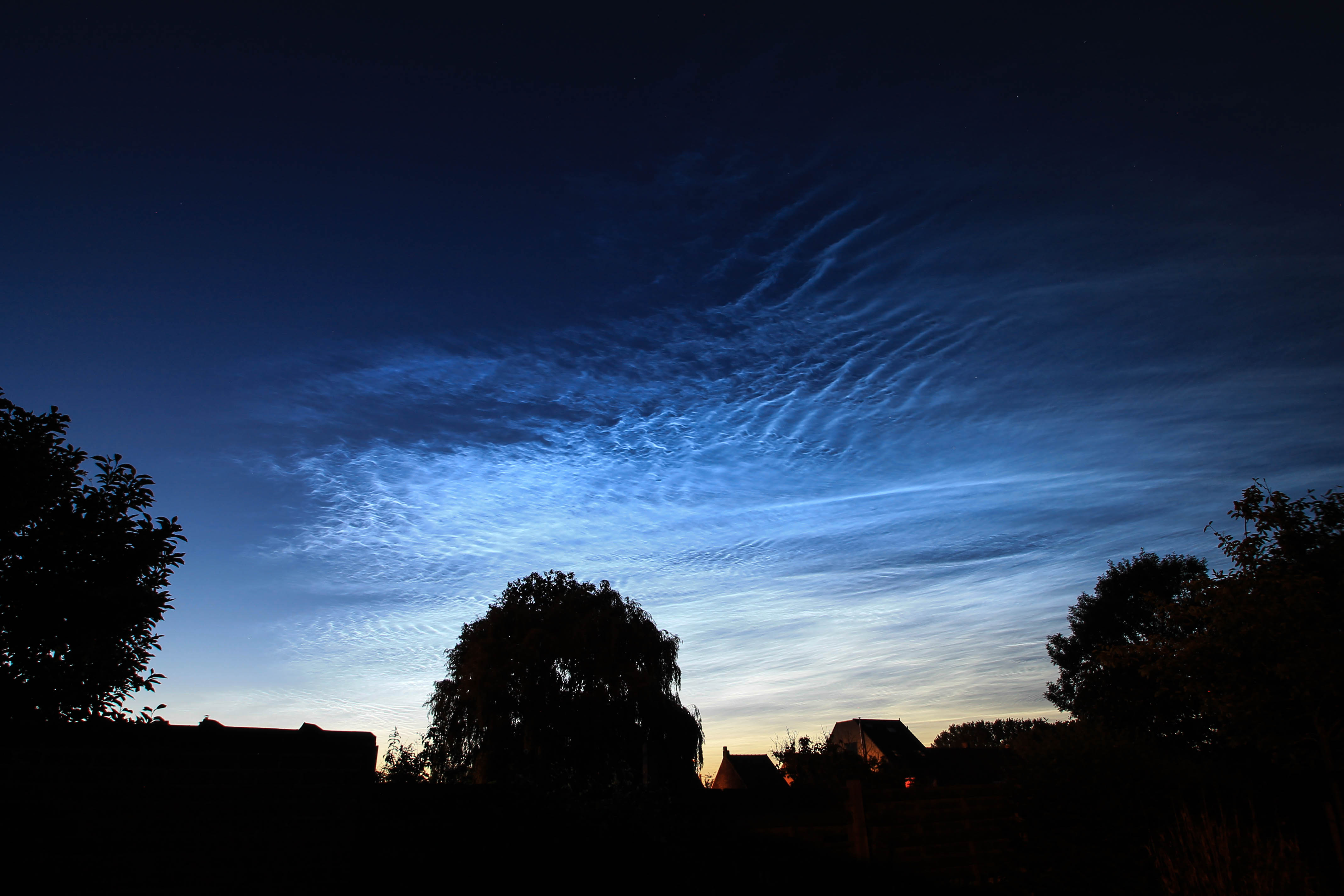
Ondes dans la mésosphère terrestre, vues dans des nuages noctulescents au-dessus des Pays-Bas en juin 2019.

MATS (Mesospheric Airglow/Aerosol Tomography and Spectroscopy) est un satellite de recherche suédois conçu pour étudier les ondes dans l'atmosphère terrestre. Le lancement a eu lieu le 4 novembre 2022 depuis le Rocket Lab Launch Complex 1 sur la péninsule de Māhia en Nouvelle-Zélande,.
MATS doit étudier les ondes atmosphériques, fournissant des données pour les modèles atmosphériques surveillant les futurs changements dans la mésosphère, la couche atmosphérique située à 50-100 km au-dessus du niveau de la mer. En particulier, MATS est conçu pour mesurer les nuages noctulescents et la lueur atmosphérique des molécules d'oxygène.